# Кнайфф
Кнайфф (люкс. Kneiff) — холм в коммуне Труавьерж, на севере Люксембурга. Имеет высоту 560 м. Кнайфф — самая высокая точка страны, это на 1 м выше чем Бургплац, который ошибочно считается высшей точкой Люксембурга. Расположен около города Вилверданг.